# Jama'atu Nasril Islam

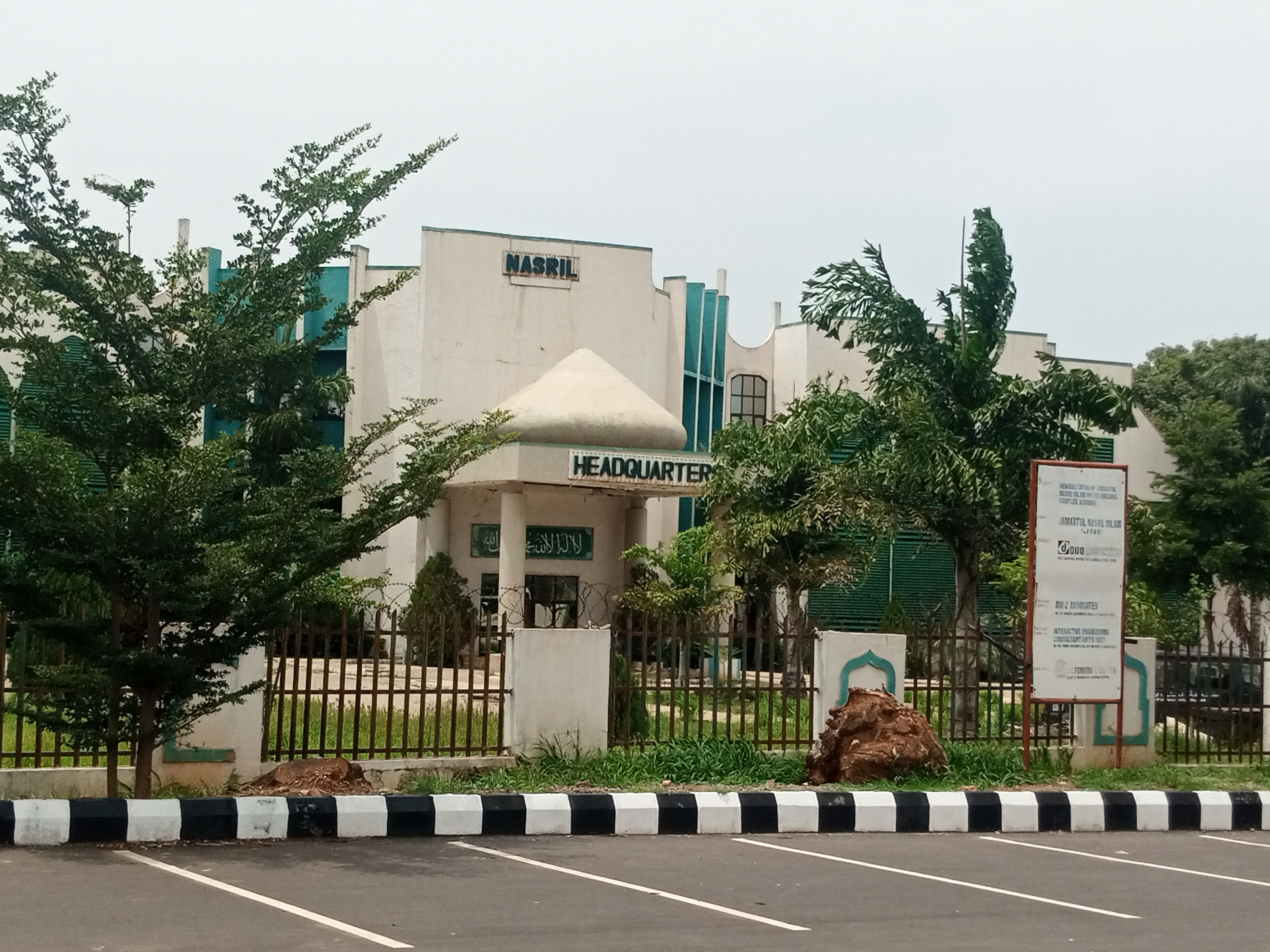
Hauptsitz

Jama'atu Nasril Islam (JNI; arabisch جماعة نصر الإسلام, Gemeinschaft zur Unterstützung des Islams) ist eine Dachorganisation der nigerianischen muslimischen Gemeinschaft. Ihr Hauptsitz befindet sich in der Stadt Kaduna und ihr Präsident ist der Sultan von Sokoto. Die Organisation betreibt islamische Bildung und Missionsarbeit in Nigeria. Die Organisation wurde 1962 gegründet.
Abdul Wahab Iyanda Folawiyo (1928–2008), einer der 138 Erstunterzeichner des offenen Briefes Ein gemeinsames Wort zwischen Uns und Euch, war ihr Vizepräsident.